# 써니데이
써니데이는 2025년에 개봉한 대한민국의 영화이다.

## 즐거리
다시 만난 우리, 새로 시작할 용기 인생도 사랑도 리스타트 대한민국 최고의 배우 슈퍼스타 오선희(정혜인)는 이혼 소송 후 고향 완도를 찾는다. 그곳에서 로스쿨을 때려치우고 고향에 틀어박혀 사는 첫사랑 조동필(최다니엘)을 만나게 되고 어린 시절 친구들과도 어울리며 점점 웃음을 되찾게 된다. 하지만 이혼 소송 중인 남편 강성기가 고향 완도에 리조트 개발을 무리하게 추진하며 또 다른 위기를 맞는데...

## 출연진
- 최다니엘 : 조동필 역
- 정혜인 : 오선희 역
- 한상진 : 하석진 역
- 강은탁 : 강성기 역
- 김정화 : 차영숙 역

## 참고 사항
- 정혜인, 강은탁은 2018년에 방송한 KBS2 일일드라마 《끝까지 사랑》 이후로 7년 만에 재회하는 작품이다.